# Пежо 201
Пежо 201 (фр. Peugeot 201) је аутомобил произведен између 1929. и 1937. године од стране француског произвођача аутомобила Пежо у њиховој фабрици у Сошоу на граници са Швајцарском. У том периоду је произведено 142.309 јединица. Иако је Пежо произвео бензински мотор још 1886. године, Пежо 201 може се реално сматрати као први модел са савременим бензинским мотором.

## Историја
Пежо 201 је први пут представљен на Парском салону аутомобила 1929. године. Са падом Вол Стрита и настанком економске депресије многи европски произвођачи аутомобил нису преживели. Пежо је уз помоћ јефтиног модела 201 успео да преживи економску кризу и финансијски не уздрман остао је да задржи статус великог произвођача аутомобила.

## Модели
Током тридесетих година 20. века, Пежо је понудио неколико варијанти модела 201, са моторима који су појачавани.
У почетку га покреће мотор 1122 cm³ који развија 23 КС (17 KW) при 3500 о/мин уз максималну брзину од 80 км/ч. Касније се уграђује мотор од 1307 cm³ и на крају мотор од 1465 cm³ са снагом од 35 КС (26 KW).
На моделу Пежо 201 Ц, произведеног 1931. године, примењен је систем са независним предњим вешањем, и тај концепт брзо усвојен од стране конкуренције. Независан систем вешања побољшао је понашање аутомобила на путу и смањио вибрације стуба волана.
Између 1931. и 1933. године компанија је произвела 1.676 јединица комерцијалне верзије 201, односно лако доставно возило. Широк спектар надградњи на равну платформу 201-це омогућио је употребу ових возила у разним делатностима нпр. пекаре, трговине и друго.

## Галерија
- Пежо 201, ентеријер
- Пежо 201, мотор
- Пежо 201
- Пежо 201
- Пежо 201Т као лако доставно возило